# Exochus hiulcus
Exochus hiulcus là một loài tò vò trong họ Ichneumonidae.